# Auguste Gampert
Auguste Gampert (* 29. Juli 1870 in Genf; † 26. Dezember 1936 ebenda) war ein Schweizer evangelischer Geistlicher und Hochschullehrer.

## Leben

### Familie
Auguste Gampert war der Sohn des Notars Adolphe Pierre Gampert (* 14. Dezember 1828 in Genf; † 8. Januar 1901 ebenda) und dessen Ehefrau Augustine Julie (* 10. Januar 1836; † 22. Oktober 1915 ebenda), Tochter des Bankiers Albert Jean Paul Hentsch (1804–1855); er hatte noch sechs Geschwister.
Sein Cousin war der Bühnenbildner und Maler Jean-Louis Gampert (1884–1942).
Er heiratete am 14. August 1899 Alice (* 3. Juni 1880 in Genf; † 7. Juli 1966 ebenda), Tochter des Notars Eugène Henri Picot (1846–1912); gemeinsam hatten sie vier Kinder.

### Werdegang
Auguste Gampert immatrikulierte sich an der Universität Genf zu einem Theologiestudium, dass er an der Universität Lausanne, unter anderem bei Lucien Gautier (1850–1924), an der Universität Halle bei Emil Kautzsch und an der Universität Berlin fortsetzt. 1895 promovierte er mit seiner Dissertation La Thorâ: étude historique sur ses origines et son développement zum Dr. theol.
Er übernahm 1895 sein erstes Amt in der Eglise libre in Lyon und war von 1898 bis 1916 Pfarrer in der Genfer Kirche Saint-Pierre.
Nachdem er sich auf das Studium des Alten Testaments und der hebräischen Sprache spezialisiert hatte, wurde er 1916 als Professor für Hebräisch und Exegese nach Lausanne an die Theologische Fakultät der Eglise libre des Kantons Waadt berufen und war bis 1926 in diesem Lehramt tätig; in dieser Zeit wurde er von 1918 bis 1921 zum Stellvertreter von Henri Vuilleumier ernannt.
1928 wurde er ordentlicher Professor und später Dekan der Theologischen Fakultät an der Universität Genf wurde.

### Geistliches und berufliches Wirken
1907 spielte er eine wichtige Rolle bei der Trennung von Staat und Kirche nach französischem Vorbild, die er befürwortete (siehe auch Trennung zwischen Staat und religiösen Institutionen#Spezielle Regelungen). Er verfasste viele Artikel und Schulbücher zur biblischen Geschichte und war ein beliebter spiritueller Führer.
1932 bildete er gemeinsam mit Adolf Keller und Willem Adolf Visser ’t Hooft ein provisorisches Exekutivkomitee, das einen Studiengang für 1934 entwickelte, das sich mit zeitgenössischen Tendenzen des theologischen Denkens in den Kirchen verschiedener Nationen sowie mit den Prinzipien und Problemen der ökumenischen Bewegungen beschäftigte.

### Ehrungen und Auszeichnungen
- 1929 wurde Auguste Gampert zum Ehrendoktor der Universität Basel ernannt.[7]

## Schriften (Auswahl)
- La Thorâ: étude historique sur ses origines et son développement. Genf 1895.
- Georges Berguer; Auguste Gampert: L’autorité religieuse et la valeur de la Bible: leur rôle dans la pédagogie chrétienne: six études famillières. Genève: Société général d’Imprimerie, 1907.
- Histoire du peuple d’Israël, d’après l’Ancien Testament: manuel destiné à l’enseignement scolaire. Genève: H. Robert, 1908
- Le rôle de l’Eglise nationale protestante de Genève dans l’assimilation des étrangers. Genève, Bureau du Consistoire, 1909.
- Georges Berguer; Auguste Gampert: L’antonté religieuse et la Bible. Saint-Blaise: Foyer Solidariste, 1911.
- La Bible des futurs pasteurs. Genève: Impr. A. Kündig, 1912.
- La Bible telle qu’elle est. Genève: Société générale d’imprimerie, 1915.
- L’église de Genève et la suppression du budget des cultes. Genève, 1921.
- La foi d’Esaïe. Lausanne 1923.
- Les Prophètes d’Israël éducateurs de la conscience. Valence: Impr. Ducros et Lombard, Aberlen et Cie; Neuilly 1926.
- Eglises et Facultés de théologie. Genève: Albert Kundig, 1930.
- Eugène Choisy; Auguste Gampert: Calvin et la science. Genève: Georg, 1931.
- Les confessions du prophète Jérémie. Lausanne: Impr. La Concorde, 1935.